# Municipio de Dixon (Kansas)
El municipio de Dixon (en inglés: Dixon Township) es un municipio ubicado en el condado de Sumner en el estado estadounidense de Kansas. En el año 2010 tenía una población de 657 habitantes y una densidad poblacional de 6,95 personas por km².

## Geografía
El municipio de Dixon se encuentra ubicado en las coordenadas 37°15′23″N 97°44′50″O / 37.25639, -97.74722. Según la Oficina del Censo de los Estados Unidos, el municipio tiene una superficie total de 94.46 km², de la cual 94,46 km² corresponden a tierra firme y (0 %) 0 km² es agua.

## Demografía
Según el censo de 2010, había 657 personas residiendo en el municipio de Dixon. La densidad de población era de 6,95 hab./km². De los 657 habitantes, el municipio de Dixon estaba compuesto por el 96,96 % blancos, el 1,07 % eran afroamericanos, el 0,46 % eran amerindios y el 1,52 % eran de una mezcla de razas. Del total de la población el 1,37 % eran hispanos o latinos de cualquier raza.